# Урбан Богданович
Урбан Никола Богданович (на латински: Urbanus Nikola Bogdanovich; на хърватски: Urban Bogdanović) е дубровнишки духовник от XIX век, прелат на римокатолическата църква.

## Биография
Роден е на 1 октомври 1806 година в Дубровник, тогава окупиран от френски войски. Присъединява се към францисканския орден. На 8 януари 1832 година е ръкоположен за свещеник. На 30 септември 1845 година е избран за титулярен европски епископ и е назначен за апостолически администратор на Скопската епархия. На 8 март 1846 година е ръкоположен за епископ в Дубровник.
Умира на 2 юли 1863 година в Призрен.
„Католическа енциклопедия“ в 1913 година го отбелязва като „забележителен“ скопски администратор.